# Eosamon
Eosamon is een geslacht van kreeftachtigen uit de klasse van de Malacostraca (hogere kreeftachtigen).

## Soorten
- Eosamon boonyaratae (Naiyanetr, 1987)
- Eosamon brousmichei (Rathbun, 1904)
- Eosamon hafniense (Bott, 1966)
- Eosamon lushuiense (Dai & G.-X. Chen, 1985)
- Eosamon nominathuis Yeo, 2010
- Eosamon paludosum (Rathbun, 1904)
- Eosamon phuphanense (Naiyanetr, 1992)
- Eosamon smithianum (Kemp, 1923)
- Eosamon tengchongense (Dai & G.-X. Chen, 1985)
- Eosamon tumidum (Wood-Mason, 1871)
- Eosamon yotdomense (Naiyanetr, 1984)